# Seychellaria
Seychellaria Hemsl. – dawniej wyróżniany rodzaj wieloletnich, myko-heterotroficznych roślin bezzieleniowych z rodziny tryurydowatych. Obejmował 4 gatunki, występujące w Tanzanii oraz na Madagaskarze i Seszelach.

## Morfologia
PokrójNiewielkie rośliny bezzieleniowe.
ŁodygaKrótkie podziemne kłącze. Pęd naziemny z kilkoma zredukowanymi, łuskowatymi liśćmi.
KwiatyRośliny jednopienne. Kwiaty zebrane w grono lub wiechę wierzchotkową. Okwiat pojedynczy, 6-listkowy. Listki różnej wielkości, u kwiatów żeńskich gruczołowate po wewnętrznej stronie, pozbawione kończyka. Kwiaty męskie z 3 pręcikami leżącymi naprzemiennie z 3 prątniczkami. Kwiaty żeńskie z licznymi, nagimi owocolistkami. Szyjka słupka niemal koniuszkowe.
OwoceMieszki.

## Systematyka
Pozycja systematyczna według Angiosperm Phylogeny Website (aktualizowany system APG IV z 2016)Włączonyn do rodzaju Sciaphila w rodzinie tryurydowatych (Triuridaceae), w rzędzie pandanowców (Pandanales)  zaliczanych do jednoliściennych (monocots).
Gatunki
- Seychellaria africana Vollesen
- Seychellaria madagascariensis C.H.Wright
- Seychellaria perrieri Schltr.
- Seychellaria thomassetii Hemsl.